# Cryptantha nevadensis
Cryptantha nevadensis är en strävbladig växtart som beskrevs av Nelson och Kennedy. Cryptantha nevadensis ingår i släktet Cryptantha, och familjen strävbladiga växter. Utöver nominatformen finns också underarten C. n. rigida.